# 雪铁龙C5
雪铁龙C5是一款由法国制造商雪铁龙于2001年推出的大型家用轿车。 用以取代前代的雪铁龙Xantia。

## 第一代（2001-2008）

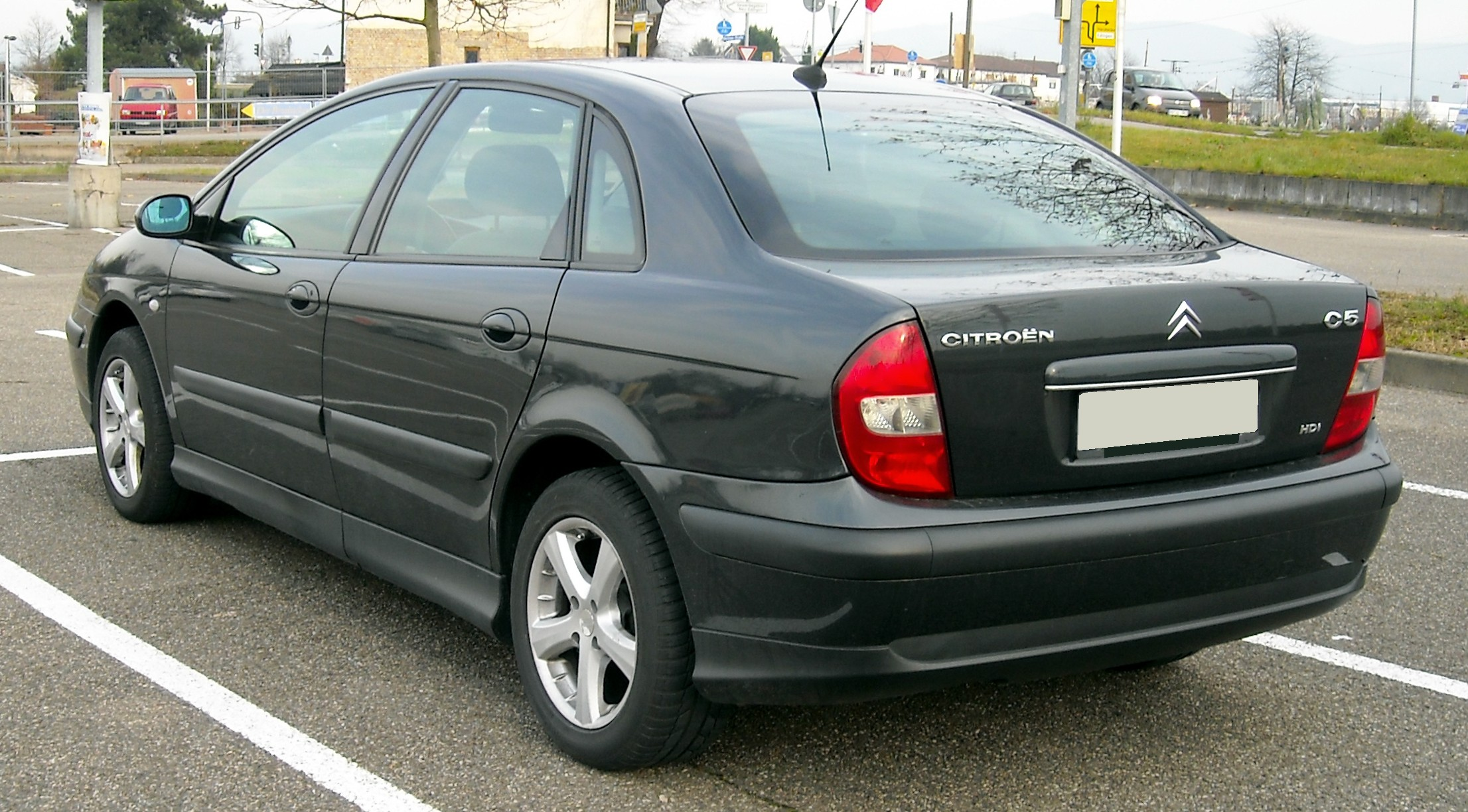
第一代雪铁龙C5后部

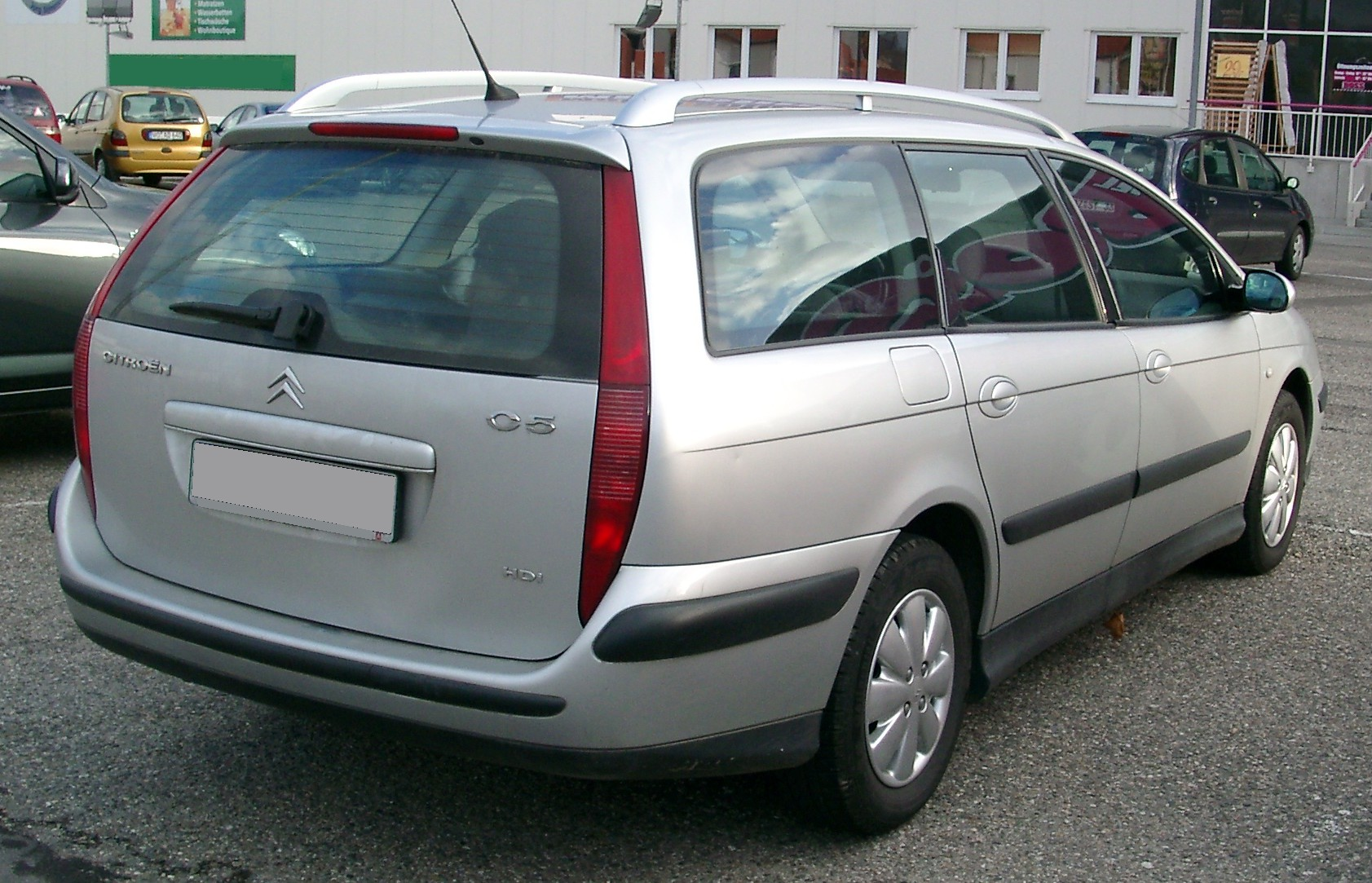
第一代雪铁龙C5旅行版后部

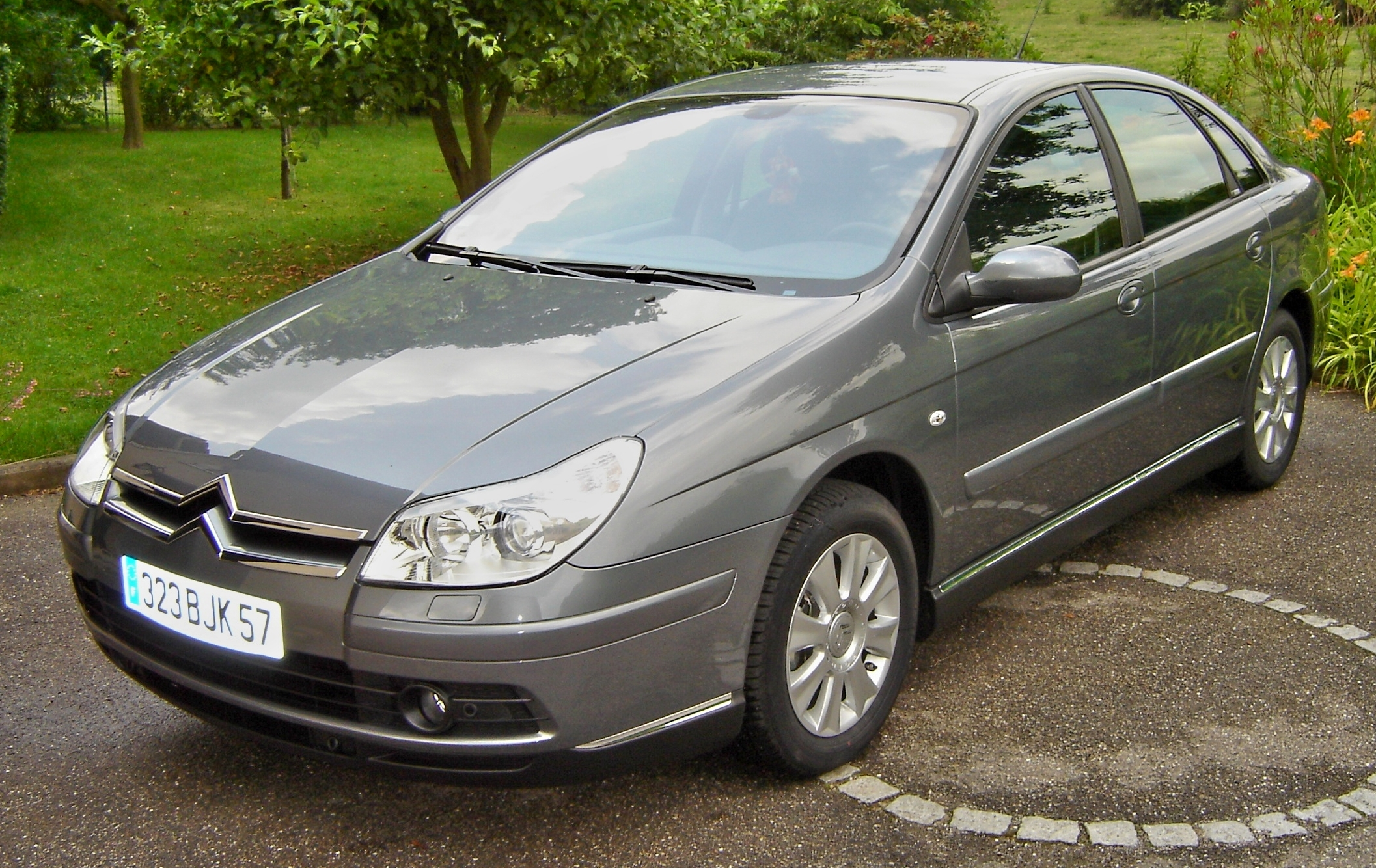
雪铁龙C5小改款

第一代C5为五门掀背车或旅行车。与其前辈不同，C5采用两厢与三箱的掀背车。这种形式实际上是演变自前代车型，使雪铁龙公司彻底改变了Robert Opron斜背式轿车时代的设计理念。该车配备从1.8升和2.0升直4，3.0升V6汽油发动机，以及1.6升，2.0升和2.2升直喷式柴油发动机。
第一代C5是由上一代雪铁龙设计师雅克Calvet（1982-1999）主持设计的，其设计与雪铁龙品牌历史上独特的设计风格有着明显的改变。
雪铁龙C5的液压悬挂得到了进一步的发展，现在使用的版本为Hydractive 3。该系统的主要变化是电子传感器的使用，以取代以前所有液压车的高度机械校正。这允许悬挂计算机自动控制车身高度：悬挂在高速时降低车身，以减少阻力，并在颠簸的路面上低速行驶时升高高度。手动控制车身高度被保留下来，但它可以被计算机控制取代。如果汽车的悬挂高度不适应当前的速度，某些汽车的计算机会采用类似Xantia和XM的悬挂强度。
雪铁龙的一个重大突破是已不再采用与液压悬挂系统相同的刹车和转向系统。据推测，主要原因是电子制动系统得到了有效发展，PSA集团已经有了一款合用的刹车系统。另一个因素可能是
高度敏感的“传统”雪铁龙刹车，有些人发现习惯于驾驶雪铁龙汽车后很难适应其他液压汽车的驾驶习惯，虽然也有些人感到雪铁龙的驾驶感受要更胜一筹。这使得一个经验丰富的雪铁龙司机可能担心驾驶一辆旧的“常规”液压汽车的带来不良反应，他不得不重新逐寸测试制动踏板，已找到习惯的驾驶感受。
在2004年，C5进行了重大改造（新的前端和后端外观，以及相同的中段部分），以使其符合雪铁龙C4的外观。旅行版车长从4,618毫米（181.8英寸）加长至4,755毫米（187.2英寸），轿车版车型从4,745毫米（186.8英寸）延长至4,840毫米（190.6英寸）。这个新版本安装了转向指向大灯。
Hydractive悬挂提高了乘坐质量和保持车平稳，即便一个轮胎消气，其它三个轮子也可以使车继续行驶。该悬挂是源于20世纪50年代雪铁龙DS使用的液压悬挂。 Hydractive悬挂范围为在前侧15毫米（0.6英寸）和后侧的11毫米（0.4英寸）高度的变化。
| 引擎                          | 位移              | 电源               | 扭矩               | 最高时速                  | 0-62.5英里/时（100公里/小时） |
| ----------------------------- | ----------------- | ------------------ | ------------------ | ------------------------- | ----------------------------- |
| 1.8 L EW7 直4汽油发动机       | 1749 cc (106 in³) | 115 马力 @ 5500 转 | 160 牛米 @ 4000 转 | 196 公里/时 (122 英里/时) | 11.1秒                        |
| 1.8 L EW7 直4汽油发动机自动挡 | 1749 cc (106 in³) | 115 马力 @ 5500 转 | 160 牛米 @ 4000 转 | 196 公里/时 (122 英里/时) | 11.3秒                        |
| 2.0 L EW10 直4汽油发动机      | 1997 cc (121 in³) | 136 马力 @ 6000 转 | 190 牛米 @ 4100 转 | 129 mph (208 km/h)        | 9.8秒                         |
| 2.0 L EW10 直4 HPI            | 1997 cc (121 in³) | 140 马力 @ 6000 转 | 192 牛米 @ 4000 转 | 130 mph (209 km/h)        | 9.6秒                         |
| 2.0 L EW10 直4 VVT            | 1997 cc (121 in³) | 140 马力 @ 6000 转 | 200 牛米 @ 4000 转 | 130 mph (210 km/h)        | 9.1秒                         |
| 3.0 L ES9 V6                  | 2946 cc (179 in³) | 207 马力 @ 6000 转 | 285 牛米 @ 3750 转 | 144 mph (232 km/h)        | 9.7秒                         |
| 3.0 L ES9 V6 VVT              | 2946 cc (179 in³) | 211 马力 (155 kW)  |                    | 143 mph (230 km/h)        | 8.6秒                         |
| 1.6 L DV6 HDi 直4柴油发动机   | 1560 cc (95 in³)  | 109 马力 @ 4000 转 | 240 牛米 @ 1750 转 | 118 mph (190 km/h)        | 11.3秒                        |
| 2.0 L DW10 HDi 直4柴油发动机  | 1997 cc (121 in³) | 90 马力 @ 4000 转  | 205 牛米 @ 1900 转 | 112 mph (180 km/h)        | 13.1                          |
| 2.0 L DW10 HDi 直4柴油发动机  | 1997 cc (121 in³) | 109 马力 @ 4000 转 | 250 牛米 @ 1750 转 | 119 mph (192 km/h)        | 11.3秒                        |
| 2.0 L DW10 HDi 直4柴油发动机  | 1997 cc (121 in³) | 136 马力 @ 4000 转 | 320 牛米 @ 2000 转 | 127 mph (204 km/h)        | 9.8秒                         |
| 2.2 L DW12 HDi 直4柴油发动机  | 2179 cc (132 in³) | 133 马力 @ 4000 转 | 314 牛米 @ 2000 转 |                           |                               |
| 2.2 L DW12 HDi 直4柴油发动机  | 2179 cc (132 in³) | 170 马力 @ 4000 转 | 400 牛米 @ 1750 转 |                           |                               |

## 第二代(2007-2019)
第二代C5于2007年10月正式亮相，采用三箱轿车的气动外形，取消了两厢车身造型。然而，第二代经常受到批评，尤其是雪铁龙的核心粉丝们评论其采用德国式的外观设计，这使得它看起来更像是一个德国的轿车而非法国车型。旅行版于2008年5月发布。这之后C5赢得了2009 Semperit爱尔兰年度车型以及2008-09年度日本最受欢迎进口车。
第二代C5采用传统的弹簧懸吊系統或者也可選用電子控制液压悬吊系统，并采用与雪铁龙C6相同的2.7LFord AJD-V6/PSA DT17发动机。2009年，2.7L被3.0L发动机所取代，其提供了更多的动力，并改善了油耗和尾气排放。在2010年，2.0L HDi 140和2.2L HDi 173发动机被2.0L 160 HDi取代并配以6速自动或手动变速箱以满足欧5的排放要求。同样，2.0L 16V 143马力的汽油发动机也被155马力的1.6L THP所取代，并搭配DS3上使用的六速手动变速箱。
2011年，C5进行了一些细微的变化，如换装LED灯。另增加三种发动机以供用户选择，包括两款柴油机140马力2.0L HDI和200马力2.2L HDI，以及一款120马力汽油发动机1.6L VTI。

### E-Touch
雪铁龙E-Touch由一揽子服务组成，包括紧急求助电话。另外，还提出了一个由虚拟维修手册和环保驾驶服务组成的MyCitroen个人区域访问网络。雪铁龙E-Touch还提供一套完全独立的电话呼叫服务。该系统配备了GPS模块和SIM卡，无需拨号，并不受服务时间限制。这些车均有两个特别按钮，“SOS”紧急呼叫（在发生撞击事件时自动触发）和“Double Chevron”求助电话。紧急呼叫服务，可以给客户，事故受害者和旁观者更快的帮助。这两项服务在任何时间都是免费的。
| 发动机              | 扭距    | 马力     | 最高时速    | 0-100公里/小时 （0-62英里/时） | 油耗 （升/100公里） | 二氧化碳排放量（克/ BIK） |
| ------------------- | ------- | -------- | ----------- | ------------------------------ | ------------------- | ------------------------- |
| 1.8 L 直4汽油发动机 | 1749 cc | 125 马力 | 125 英里/时 | 11.0秒                         | 6.57                | 188/24%                   |
| 1.6 L 直4汽油发动机 | 1598 cc | 120 马力 | 117 英里/时 | 12.2秒                         | 6.2                 | 144/%                     |
| 2.0 L 直4汽油发动机 | 1997 cc | 140 马力 | 129 英里/时 | 9.7秒                          | 7.00                | 198/26%                   |
| 1.6 L 直4汽油发动机 | 1598 cc | 154 马力 | 130 英里/时 | 8.6秒                          | 6.69                | 153/?%                    |
| 1.6 L 直4汽油发动机 | 1598 cc | 167 马力 | 134 英里/时 | 9.9秒                          |                     | ?/?%                      |
| 3.0 L V6汽油发动机  | 2946 cc | 211 马力 | 139 英里/时 | 9.2秒                          | 10.50               | 248/?%                    |
| 1.6 L 直4柴油发动机 | 1560 cc | 109 马力 | 119 英里/时 | 12.2秒                         | 4.67                | 149/19%                   |
| 1.6 L 直4柴油发动机 | 1560 cc | 109 马力 | 120 英里/时 | 11.6秒                         | 4.6                 | 120?%                     |
| 2.0 L 直4柴油发动机 | 1997 cc | 136 马力 | 127 英里/时 | 10.6秒                         | 4.99                | 157/21%                   |
| 2.0 L 直4柴油发动机 | 1997 cc | 140 马力 | 127 英里/时 | 10.6秒                         | 5.7                 | 139/?%                    |
| 2.2 L 直4柴油发动机 | 1997 cc | 200 马力 | 140 英里/时 | 8.3秒                          | 5.9                 | 155?%                     |
| 2.0 L 直4柴油发动机 | 1997 cc | 161 马力 | 130 英里/时 | 9.1秒                          | 5.29                | 139/?%                    |
| 2.2 L 直4柴油发动机 | 2179 cc | 170 马力 | 135 英里/时 | 9.2秒                          | 5.41                | 172/24%                   |
| 2.7 L V6柴油发动机  | 2720 cc | 208 马力 | 139 英里/时 | 8.9秒                          | 7.00                | 223/34%                   |
| 3.0 L V6柴油发动机  | 2992 cc | 240 马力 | 151 英里/时 | 7.7秒                          | 6.19                | 195/30%                   |

## 海外车型
2009年，东风雪铁龙在上海国际车展国内首次发布了第二代雪铁龙C5车型，并于当年年底在武汉的东风标致雪铁龙（DPCA）的工厂正式投产。该车除了配备国产的2.0L直4和进口3.0Lv6汽油发动机外，主力车型则配备了新的171马力2.3L直4汽油发动机，大多车型均装备了新的6速自动变速箱。外观设计上更多的采用镀铬装饰和水晶灯饰，以适应本地市场需要。。由于没有相关电信服务配合，国产C5没有开通E-touch的部分功能，如紧急呼叫。但有GPS功能支持。

## 相关影视
- 移動世界 片中出租车。

## 相关图片

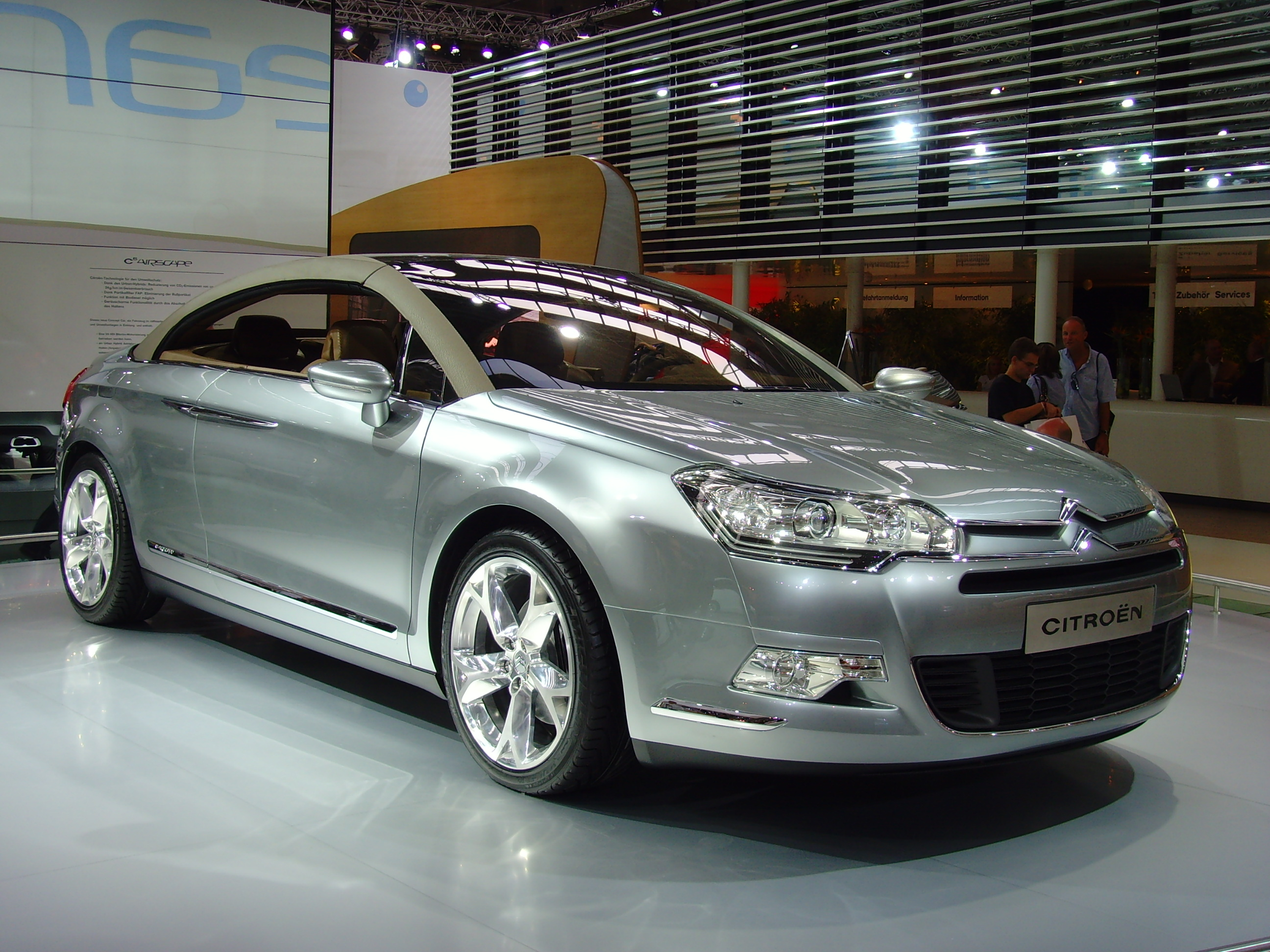
雪铁龙 C-Airscape, 衍生出的第二代C5
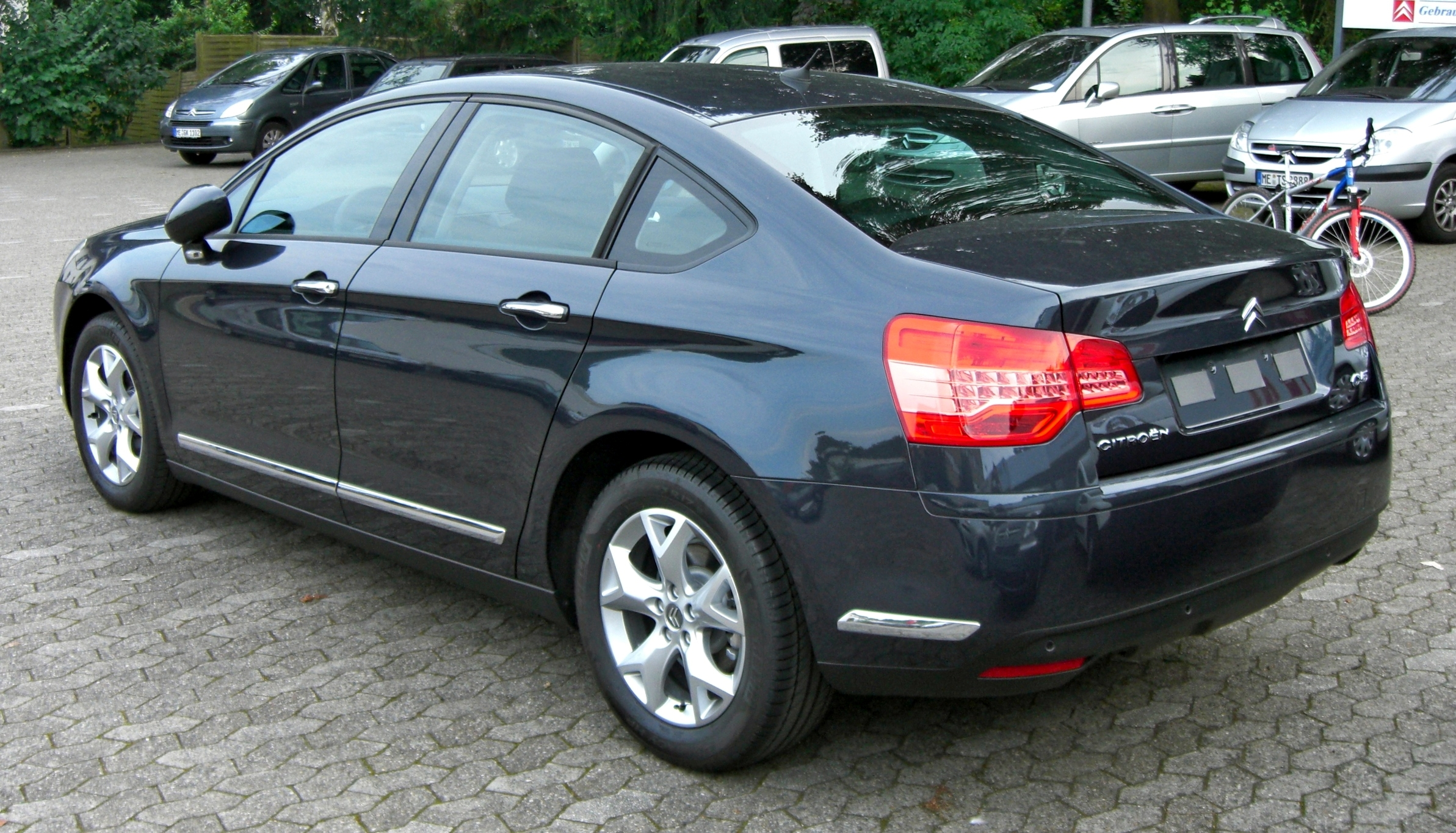
第二代雪铁龙C5轿车版后视
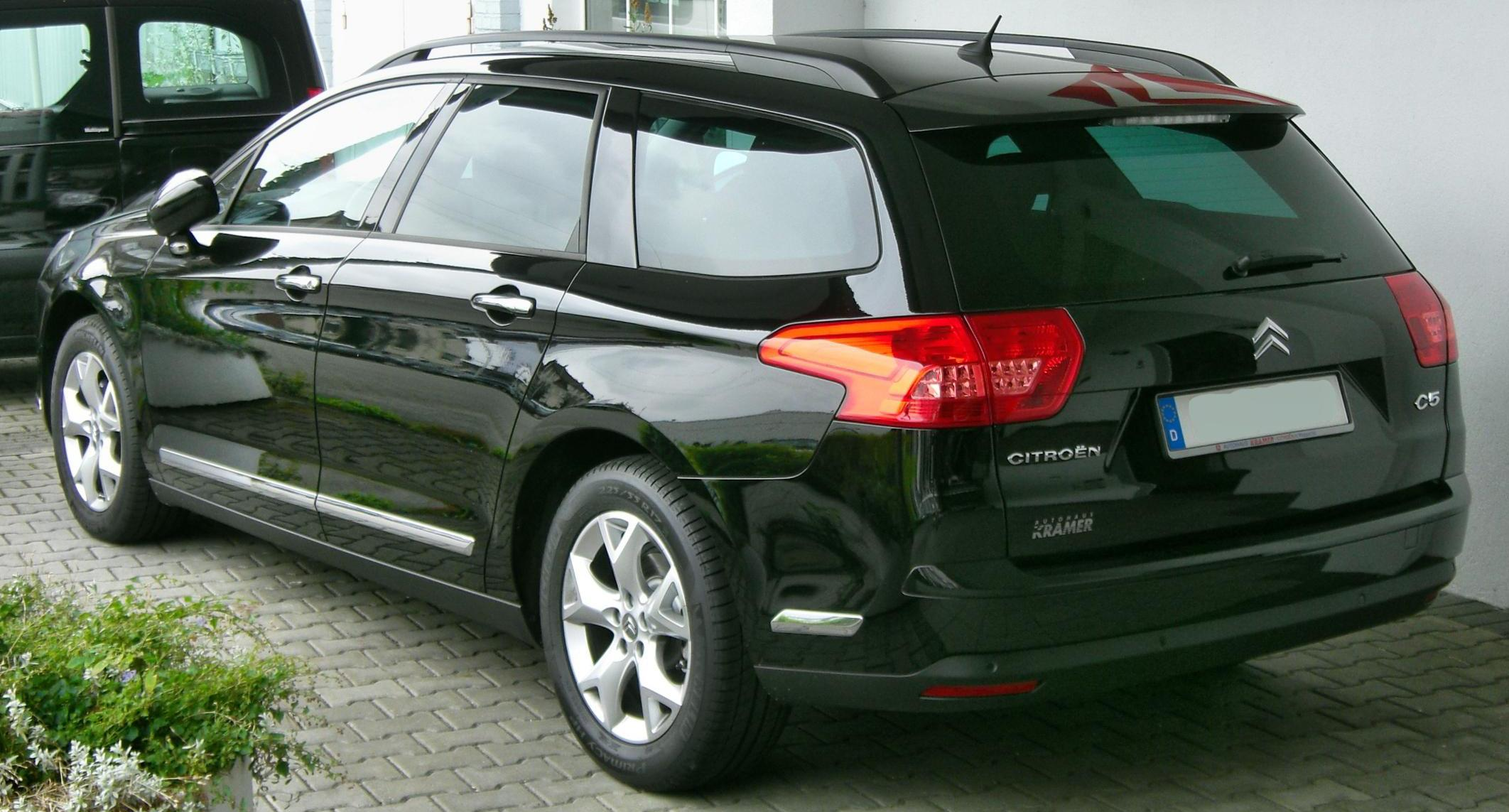
第二代雪铁龙C5旅行版后视
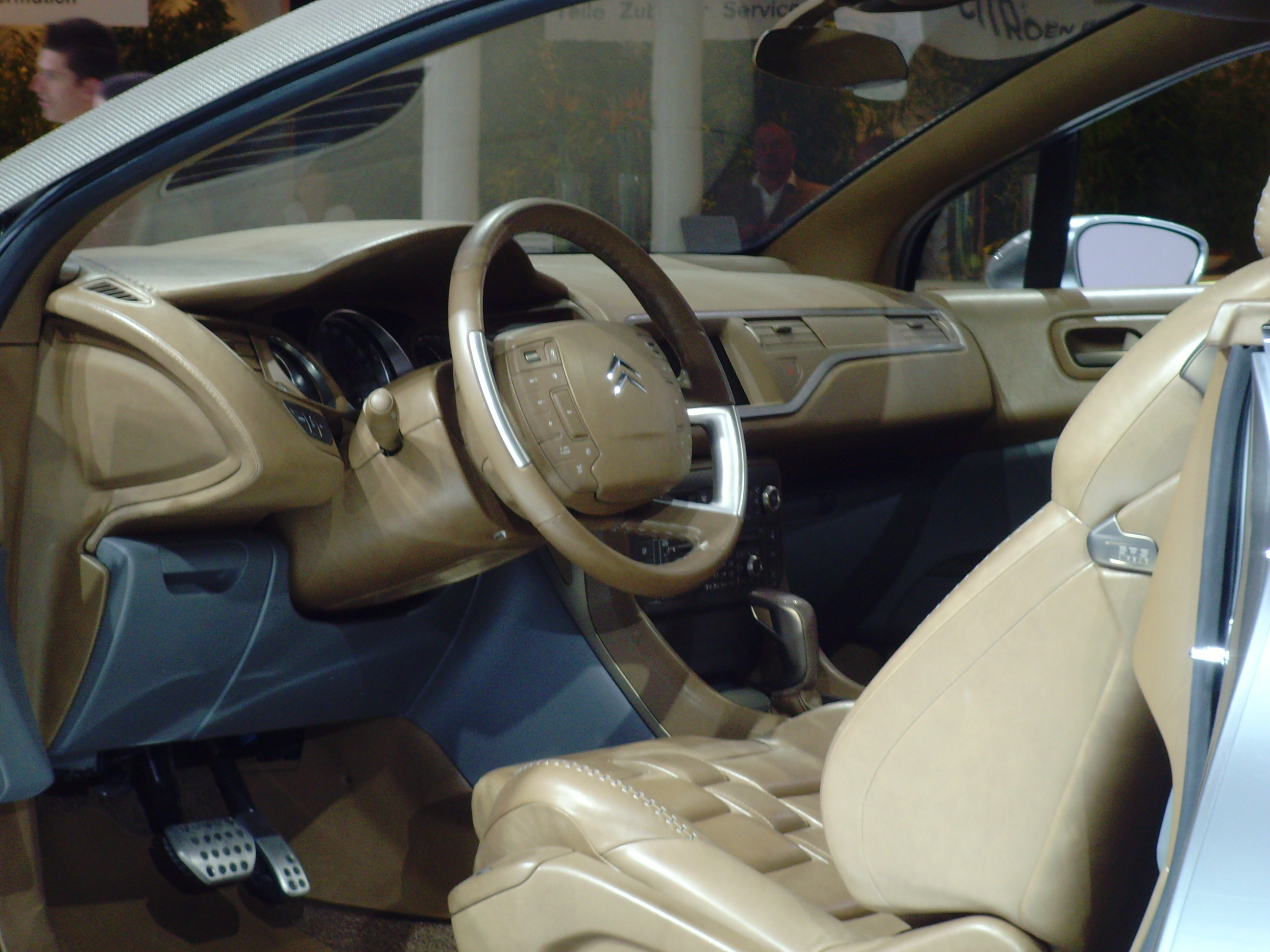
内饰
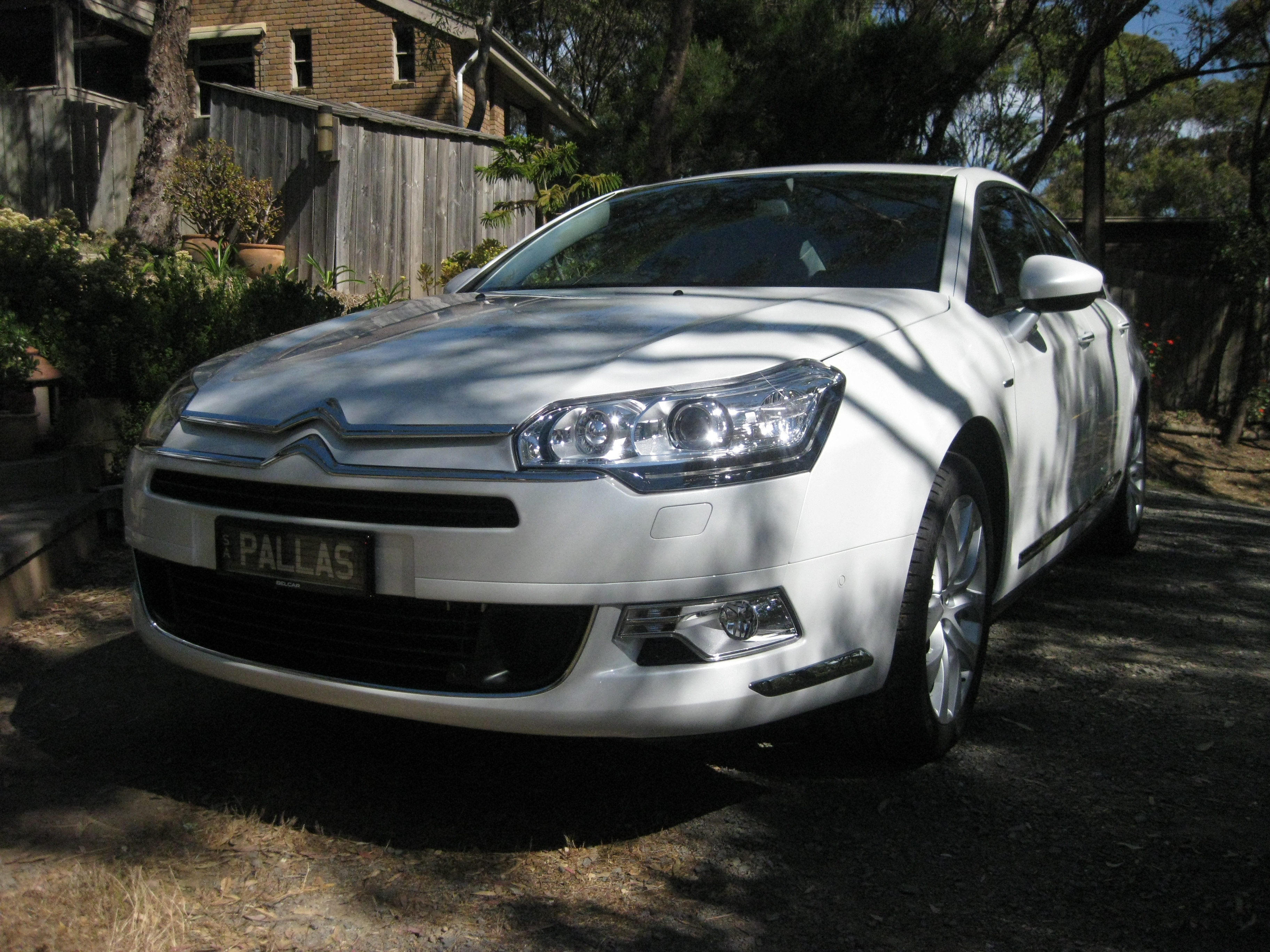
2012年7月，第二代雪铁龙C5修改后的前脸